# Ludność Białegostoku

## Liczba ludności
- 1765 – ok. 3415[1]
- 1772 – 1845 (M. J. Lech), 3400 (H. Mościcki) lub ok. 3500 (A. Dobroński)[2]
- 1775 – ok. 3500 (W. Kusiński)[2]
- 1799 – 3370 (W. Kusiński) lub ok. 4000 (A. Dobroński)[2]
- 1800 – 4949 (łącznie z żołnierzami i ich rodzinami, J. Łukasiewicz)[2]
- 1806 – 6000 (J. Łukasiewicz)[2]
- 1808 – ok. 6000 (W. Kusiński) lub 4145 (J. Łukasiewicz)[2]
- 1825 – 8636 (W. Kusiński) lub 8636 (z wojskiem, J. Łukasiewicz)[2]
- 1833 – 9217 (W. Kusiński)[2]
- 1835 – 9248 (z wojskiem, J. Łukasiewicz)[2]
- 1836-1837 – ponad 10 000 (A. Dobroński)[2]
- 1845 – 15 994 (W. Kusiński), ok. 15 000 (ludność cywilna, z wojskiem – 16 000, A. Dobroński) lub 15 994 (z wojskiem, J. Łukasiewicz)[2]
- 1849 – 15 827 (J. Łukasiewicz)[2]
- 1853 – 1857 – 11 823 (J. Łukasiewicz)[2]
- 1856 – 13 787[1]
- 1857 – 13 787 (W. Kusiński) lub ponad 14 000 (A. Dobroński; J. Łukasiewicz)[2]
- 1859 – 16 263 (J. Łukasiewicz)[2]
- 1860 – ok. 16 500 (A. Dobroński) lub 16 544 (J. Łukasiewicz)[2]
- 1868 – 17 008 (W. Kusiński) lub 17 000 (A. Lechowski)[2]
- 1869 – 16 544 (J. Łukasiewicz)[2]
- 1878 – 35 125 (W. Kusiński), 34 506 (J. Łukasiewicz) lub 35 000 (A. Lechowski)[2]
- 1879 – 36 252[3]
- 1882 – 39 994 (W. Kusiński)[2]
- 1888 – 56 611 (W. Kusiński), ok. 55 000 (J. Łukasiewicz) lub 57 000 (A. Lechowski)[2]
- 1891 – 61 721 (w tym 12 502 wojska, J. Łukasiewicz)[2]
- 1895 – 62 991 (w tym 3021 wojska, J. Łukasiewicz)[2] lub 62 993[1]
- 1897 – 66 654 (W. Kusiński), 66 700 (w tym 4200 wojska, J. Łukasiewicz) lub 67 000 (A. Lechowski)[2] lub 66 032[1]
- 1909 – 99 641 (W. Kusiński) lub 80 000 (A. Lechowski)[2]
- 1910 – 82 500 (A. Dobroński)[2]
- 1911 – 86 000[1]
- 1913 – 89 700[1]
- 1914 – 99 000 (A. Lechowski)[2]
- 1921 – ok. 77 551[1]
- 1929 – 89 802[1]
- 1931 – 91 335 (Drugi Powszechny Spis Ludności)
- 1932 – 91 207[1]
- 1936 – 99 720[1]
- 1939 – 107 063[1]
- 1945 – ok. 56 000[1]
- 1946 – 56 759 (spis statystyczny)
- 1948 – ok. 40 000[1]
- 1950 – 68 503 (spis powszechny)
- 1955 – 97 192
- 1960 – 120 921 (spis powszechny)
- 1961 – 125 450
- 1962 – 128 634
- 1963 – 132 117
- 1964 – 136 359
- 1965 – 139 986
- 1966 – 144 478
- 1967 – 156 739
- 1968 – 160 799
- 1969 – 164 938
- 1970 – 168 500 (spis powszechny)
- 1971 – 172 451
- 1972 – 178 300
- 1973 – 184 612
- 1974 – 190 153
- 1975 – 195 861
- 1976 – 201 395
- 1977 – 207 416
- 1978 – 211 600 (spis powszechny)
- 1979 – 218 760
- 1980 – 224 187
- 1981 – 229 651
- 1982 – 235 426
- 1983 – 240 304
- 1984 – 245 429
- 1985 – 250 817
- 1986 – 255 693
- 1987 – 259 551
- 1988 – 264 309 (spis powszechny)
- 1989 – 268 085
- 1990 – 270 568
- 1991 – 273 302
- 1992 – 274 095
- 1993 – 276 045
- 1994 – 277 051
- 1995 – 278 489
- 1996 – 280 592
- 1997 – 282 530
- 1998 – 283 937
- 1999 – 285 030
- 2000 – 285 507
- 2001 – 286 365
- 2002 – 291 660 (spis powszechny)
- 2003 – 291 931
- 2004 – 292 150
- 2005 – 291 823
- 2006 – 294 830
- 2007 – 294 143
- 2008 – 294 153
- 2009 – 294 399
- 2011 (31 marca) – 294 001[4] (Narodowy Spis Powszechny 2011)
- 2011 – 294 298[5]
- 2012 – 294 921
- 2013 – 294 925[6]
- 2014 – 295 459[7]
- 2015 – 295 981[7]
- 2016 – 296 628[7]
- 2017 – 297 288[7]
- 2018 – 297 459[7]
- 2019 – 297 554[7]
- 2020 – 294 675[8]
- 2021 – 293 413[9]

### Liczba ludności z uwzględnieniem poszczególnych wyznań
| lata | liczba mieszkańców     | katolicy                       | unici        | protestanci                 | prawosławni                          | żydzi                                                           | inne religie |
| ---- | ---------------------- | ------------------------------ | ------------ | --------------------------- | ------------------------------------ | --------------------------------------------------------------- | ------------ |
| 1663 |                        |                                |              |                             |                                      | 75                                                              |              |
| 1765 | ok. 3415               |                                |              |                             |                                      | 765 (ok. 22,4%)                                                 |              |
| 1772 | 1845                   |                                | 1025 (55,6%) |                             |                                      | 820 (44,4%)                                                     |              |
| 1796 |                        |                                |              | ok. 1000-1200               |                                      |                                                                 |              |
| 1800 | 3930 (ludność cywilna) | ok. 40% (wraz z protestantami) | 509 (13%)    | ok. 40% (wraz z katolikami) |                                      | 1788 (45,4%)                                                    |              |
| 1808 | ok. 6000               |                                |              |                             |                                      | ok. 4000 (ok. 66,6%)                                            |              |
| 1856 | 13 787                 |                                |              |                             |                                      | 9547 (69%)                                                      |              |
| 1857 | ponad 14 000           | ok. 3080 (22%)                 |              | ok. 700 (5%)                | ok. 560 (4%, bez wojska)             | ok. 9660 (69%)                                                  | 10 (0,07%)   |
| 1860 | 16 544                 |                                |              |                             |                                      | 11 288 (76%)                                                    |              |
| 1891 |                        | 9,5%                           |              | 5,6%                        | 7%                                   | 77,9%                                                           |              |
| 1895 | 62 991 lub 62 993      | 4724 (7,5%)                    |              | 3779 (6%)                   | 4220 (6,7%)                          | 47 783 (76%) lub 50 267 (79,8%)                                 |              |
| 1897 | 66 032 lub 66 654      | 12 664 (19%)                   |              | 3533 (5,3%)                 | 7998 (w tym ok. 5000 żołnierzy, 12%) | 41 905 (63,5%) lub 41 992 (63%)                                 | 133 (0,2%)   |
| 1911 | 86 000                 |                                |              |                             |                                      | 70 520 (82%)                                                    |              |
| 1913 | 89 700                 |                                |              |                             |                                      | 61 500 (68,6%)                                                  |              |
| 1921 | ok. 77 521             |                                |              |                             |                                      | ok. 37 186 – 39 603 (ok. 49%)                                   |              |
| 1929 | 89 802                 |                                |              |                             |                                      | 43 150 (47,8%)                                                  |              |
| 1932 | 91 207                 |                                |              |                             |                                      | 39 165 (60,5%)                                                  |              |
| 1936 | 99 720                 |                                |              |                             |                                      | 42 880 (43%)                                                    |              |
| 1939 | 107 063                |                                |              |                             |                                      | ok. 44 940 (ok. 42%; według różnych źródeł od 43 000 do 60 000) |              |
| 1941 |                        |                                |              |                             |                                      | ok. 50 000 – 60 000                                             |              |
| 1945 | ok. 56 000             |                                |              |                             |                                      | ok. 1085                                                        |              |
| 1948 | ok. 40 000             |                                |              |                             |                                      | ok. 520 – 660 rodzin                                            |              |

## Piramida wieku
Piramida wieku mieszkańców Białegostoku w 2014 roku.